# ورزشگاه تختی (تبریز)
ورزشگاه تختی که پیش‌تر با نام‌های ورزشگاه باغ‌شمال یا ورزشگاه رضا پهلوی نام‌گذاری شده بود، ورزشگاهی چندمنظوره در منطقه باغ‌شمال تبریز است. این ورزشگاه یکی از قدیمی‌ترین ورزشگاه‌های ایران و تبریز است که در سال ۱۳۲۷ گشایش یافت. این ورزشگاه به‌همراه ورزشگاه آریامهر تهران، میزبان جام ملت‌های آسیا در سال ۱۹۷۶ (۱۳۵۵) بود. تا پیش از ساخت ورزشگاه یادگار امام تبریز، این ورزشگاه به عنوان ورزشگاه اصلی تبریز به کار گرفته می‌شد. و بازی‌های تیم‌های اصلی تبریز از جمله ماشین‌سازی، تراکتورسازی، شهرداری تبریز (آتش‌نشانی) در ورزشگاه برگزار می‌شده
هم‌اکنون بر پایه دستور شورای تأمین استان آذربایجان شرقی دیدارهای لیگ برتر ایران در زمین چمن فوتبال این ورزشگاه برگزار نمی‌گردد و تنها بازی‌های دسته‌های پایین‌تر در آن انجام می‌گیرد.

## تاریخچه
ورزشگاه باغ‌شمال در محله باغ‌شمال (شازدا باغی = باغ شازده) تبریز در سال ۱۳۲۷ گشایش یافت و در همان سال مسابقات قهرمانی کشور در رشته‌های فوتبال، بسکتبال و والیبال به صورت متمرکز در این ورزشگاه برگزار شد. در زمان برگزاری این مسابقات زمین فوتبال ورزشگاه خاکی بود.
در سال ۱۳۳۵، چمن ورزشگاه در بازی دوستانه منتخب تبریز و تیمی از آدانا ترکیه گشایش یافت. پس از انقلاب ۱۳۵۷ این ورزشگاه به یاد غلامرضا تختی به ورزشگاه تختی تغییر نام یافت.
در سال ۱۳۹۵ دوومیدانی کاران این ورزشگاه به دلیل تجمع افراد در پیست دوومیدانی اعتصاب کردند و مانع‌های دوومیدانی را در پیست چیدند که این کار موجب اعتراض مسئولان ورزشگاه شد.

### پرتماشاگرترین بازی‌ها
در یکی از بازی‌های انجام شده در این ورزشگاه در سال ۶۴، نزدیک به ۴۰ هزار تماشاگر در ورزشگاه حضور داشتند به طوری که دور پیست و سقف ورزشگاه نیز مملو از جمعیت بود. این بازی بین تیم منتخب تبریز و تیم لوکوموتیو لایپزیک آلمان شرقی برگزار شد که با تساوی یک بر یک خاتمه یافت.
پرتماشاگرترین بازی دهه ۷۰ نیز به بازی دو تیم تراکتورسازی و پاس در سال ۷۱ مربوط است که ۳۰ هزار نفر از نزدیک این بازی را تماشا کردند.

#### جام ملت‌های آسیا
این ورزشگاه در سال ۱۳۵۵ و در رقابت‌های جام ملت‌های آسیا ۱۹۷۶ میزبان دیدارهای دور مقدماتی گروه آ مسابقات بود که با شرکت تیم‌های ملی فوتبال کویت، چین، و مالزی برگزار شد.

#### تیم ملی ایران
چند بازی بین‌المللی تیم ملی نیز در این ورزشگاه انجام گرفته‌است که از آن جمله می‌توان به دیدار تیم ملی ایران با قطر ۱۳۷۵ - تیم ملی ایران با کویت در سال ۱۳۷۶، بازی‌های مقدماتی جام‌جهانی ۲۰۰۲ با حضور تیم‌های ایران، گوام ۱۳۷۹ و تاجیکستان و دیدارهای جام ال‌جی در سال ۲۰۰۲ و با شرکت تیم‌های ایران، پاراگوئه، مراکش و آفریقای جنوبی اشاره نمود.
هم‌چنین بهترین پیروزی تیم ملی فوتبال ایران در ورزشگاه تختی (باغ‌شمال) تبریز روی داد. در دیداری که در تاریخ ۱۲ آبان ۱۳۷۹ انجام شد، ایران موفق شد در دیداری یک‌سویه تیم ملی فوتبال گوام را با نتیجه پر گل ۱۹ بر صفر شکست دهد.

### جام آذربایجان
در نیمه نخست دهه هفتاد به مدت چند سال پیاپی جام آذربایجان با حضور چهار تیم (یک تیم خارجی و سه تیم داخلی) در ورزشگاه باغ‌شمال برگزار می‌شد.

## تجمعات سیاسی
این ورزشگاه از آن‌جا که در مرکز شهر تبریز واقع شده، در هنگام سفرهای مقامات کشوری محل دیدارهای مردمی است.
سخنرانی سید علی خامنه‌ای رهبر ایران هنگام سفر به آذربایجان و سخنرانی‌های تبلیغاتی کاندیداهای ریاست‌جمهوری در این مکان برگزار می‌شود.